# Martha-Saalfeld-Förderpreis
Der Martha-Saalfeld-Förderpreis ist ein deutscher Literaturpreis, der jährlich im Rahmen der Literaturförderung des Landes Rheinland-Pfalz jeweils an bis zu vier Autoren vergeben werden soll. Der Preis wurde 1994 zum Andenken an die südpfälzische Lyrikerin und Romanschriftstellerin Martha Saalfeld (1898–1976) gestiftet und ist an die Stelle der früheren rheinland-pfälzischen Arbeitsstipendien getreten.

## Modalitäten
Der mit insgesamt 10.000 € (Stand 2018) dotierte Preis soll im Entstehen begriffene literarische Werke fördern. Bis 2015 gab es vier Preisträger mit je 2500 €; 2016 betrug die Hauptpreissumme 4000 €, die drei anderen Preisträger erhielten je 2000 €. Die Preisverleihung erfolgt jeweils im zweiten Halbjahr. In Jahren, in denen zu wenige oder keine preiswürdigen Bewerbungen vorliegen, kann die Prämierung ganz oder teilweise entfallen. Ein prämierter Bewerber kann sich nicht ein weiteres Mal bewerben.
Teilnahmeberechtigt sind Personen, die in Rheinland-Pfalz geboren sind oder dort leben oder durch ihr literarisches Schaffen mit dem kulturellen Leben in Rheinland-Pfalz eng verbunden sind. Der Bewerbung, die bis zum Stichtag beim Literaturreferat des Bildungsministeriums einzureichen ist, sind eine Beschreibung des in Arbeit befindlichen literarischen Projekts, ein Auszug daraus (meist etwa 15 bis 20 Schreibmaschinenseiten) sowie eine ausführliche Bio-Bibliographie beizufügen.

## Entscheidung
Nachdem bis 2013 ausschließlich eine Jury aus Sprach- und Literaturwissenschaftlern über die Preisträger zu entscheiden hatte, wurde der Preis 2014 erstmals unter Mitwirkung von Studierenden der Universität Koblenz-Landau, Campus Landau, vergeben. In mehreren Auswahlrunden einigten sich die Studierenden auf eine Shortlist von etwa 15 Texten, die der Jury vorgelegt wurden. Die Jury wählte schließlich die Preisträger im Dialog mit den Studierenden aus, die damit zum ersten Mal in Deutschland an der Vergabe eines Literaturpreises beteiligt wurden. Seit 2015 ist das Publikum des Präsentationsabends an der Auswahl der Preisträger beteiligt.
In den Jahren 2017 und 2018 wurden erstmals nur jeweils drei Personen ausgezeichnet. 2018 erhielt ein „Jurypreisträger“ ein Preisgeld von 5000 Euro, während die Platzierung der beiden weiteren Preisträgerinnen und deren Dotierung mit 3000 bzw. 2000 Euro auf der Basis eines Publikumsvotums bei der öffentlichen Preisverleihung ermittelt wurde.
Wegen der Corona-Pandemie wurde die Preisvergabe 2020, 2021 und 2022 ausgesetzt.
2023 entschied das Kulturministerium von Rheinland-Pfalz in Kooperation mit der Technischen Universität Kaiserslautern-Landau, einen Hauptpreis (Martha-Saalfeld-Preis) im Wert von 8000 Euro neu zu vergeben. Der Martha-Saalfeld-Förderpreis wird (ungeteilt) mit 2000 Euro dotiert.

## Preisträger
- 1994: Ursula Krechel, Ute-Christine Krupp, Martin Kämpchen, Sonja Röder
- 1995: Michael Buselmeier, Sabine M. Krämer, Dagmar Leupold, Irina Wittmer
- 1996: Sabine Hassinger, Werner Laubscher, Wolfgang Stauch, Gabriele Weingartner
- 1997: Marcus Braun, Monika Köhn, Barbara Krauß, Anke Velmeke
- 1998: Simone Frieling, Tobias Hülswitt, Christoph Peters, Ulrike Schuster
- 1999: Bianca Döring, Thomas Lehr, Norman Ohler, Dieter Philippi
- 2000: Isabel Braun, Annegret Held, Verena Mahlow, Jörg Matheis
- 2001: Mischa Bach, Klaus Berndl, Hubert Neumann, Markus R. Weber
- 2002: nicht vergeben
- 2003: Monika Böss, Andreas Dury, Norbert Scheuer, Stefan Volkmann
- 2004: Alexis Bug, Jasmin L. Hermann, Jasna Mittler, Sabine Schiffner
- 2005: Christoph Justinger, Katharina Schultens, David Wagner, Bernd Weiden
- 2006: nicht vergeben
- 2007: Lutz Herrschaft (Pseudonym: Carl-Maria Bräutigam), Thomas Palzer,  Petra Urban, Ken Yamamoto
- 2008: nicht vergeben
- 2009: Ruth Johanna Benrath, Dieter M. Gräf, Daniela Dröscher, Wilma JungPrael
- 2010: nicht vergeben
- 2011: Tamara Bach, Barbara Ellermeier, Sarah Stricker
- 2012: Teresa Ginsberg, Katharina Schmitt, Andreas Noga, Andreas Martin Widmann[7]
- 2013: Ramona Raabe, Robin Baller, Richard Weber, Rainer Wieczorek[8]
- 2014: Emil Fadel,[9] Philipp Herold, Myriam Keil, Kristina Nenninger[10]
- 2015: Stefan Dörsing, Rouven Hehlert, Manon Hopf, Manuel Zerwas[3]
- 2016: Stefan Gemmel, Rainer Holl, Martina Weber, Maike Wetzel[1]
- 2017: Marjana Gaponenko, Tania Witte, Dietrich Machmer[11]
- 2018: Stefan Moster, Ute Bales, Siri Schmidt[4]
- 2019: Yade Yasemin Önder, Ann Kathrin Ast, Alexander Broicher[12]
- 2020: nicht vergeben[13]
- 2021: nicht vergeben
- 2022: nicht vergeben
- 2023: Mariana Leky (Hauptpreis), Sarah Beicht (Förderpreis)[14]
- 2024: Tijan Sila (Hauptpreis), David Emling (Förderpreis)